# Alice T. Schafer
Alice T. Schafer   (Richmond, 18 de juny de 1915 - Lexington, 27 de setembre de 2009) va ser una matemàtica estatunidenca.

## Vida i obra
Els seus pares van morir quan ella era infant i va ser educada per la seva tia, Pearl Dickerson, a la vila de Scottsburg (Virgínia) amb el suport econòmic d'una altra tia que vivia a Richmond. Malgrat les seves bones notes en matemàtiques, el seu professor de matemàtiques a Scottsburg li va negar una carta de presentació per la universitat, al·legant que les dones no podien fer matemàtiques. Tot i així, a començaments dels anys 1930, va ingressar a la universitat de Richmond, on les coses tampoc van ser fàcils, ja que els colleges de nois i els de noies estaven a les ribes oposades del llac Westhampton i va haver de ser invitada a creuar, per poder assistir a les classes de matemàtiques més avançades. Tampoc va poder entrar a la biblioteca del campus. Es va graduar el 1936 i, després de tres anys donant classes a secundària per poder estalviar els diners necessaris, es va matricular de doctorat a la universitat de Chicago el 1939. Va obtenir el doctorat el 1942 amb una tesi sobre geometria projectiva diferencial dirigida per Ernest Preston Lane. A Chicago també es va casar amb el seu col·lega matemàtic, Richard Schafer, i va canviar el seu cognom de soltera, Turner, pel del seu marit.
Els anys següents, en plena Segona Guerra Mundial, va treballar al Laboratori Militar que el govern americà va instal·lar a la universitat Johns Hopkins per ajudar a l'esforç bèl·lic. Després va ser professora successivament al Swarthmore College (1948–1951), al Drexel Institute of Technology (1951–1953) i al Connecticut College (1954–1962), fins que el 1961 va ser contractada pel Wellesley College, al mateix temps que el seu marit era contractat pel MIT i establint la seva residència a Boston. Des de finals dels anys 1960's va organitzar unes trobades de dones, professionals i estudiants de matemàtiques, que van desembocar en la fundació, el 1971, de l'Associació de dones en les Matemàtiques, de la qual va ser presidenta el bienni 1973-1975.
Després de jubilar-se el 1980 del Wellesley College, encara va continuar col·laborant en tasques docents al Simmons College i al Marymount College fins que es va retirar definitivament el 1996.